# Chiquititas (série télévisée, 1995)
Cet article concerne la telenovela argentine. Pour la telenovela brésilienne, voir Chiquititas.
Chiquititas est une série télévisée argentine en 1 016 épisodes de 55 minutes, créée et produite par Cris Morena, diffusée entre le 14 août 1995 et le 5 août 2001 sur Telefe. En 2006, la série reviendrait à la télé sous le nom de « Chiquititas Sin Fin ».
Cette série est inédite dans tous les pays francophones.

## Synopsis
Un groupe d'enfants et d'adolescents orphelins et non protégés est exploité et négligé par un monde centré sur l'adulte qui a cessé de croire en l'amour. La série, au fil des saisons, traverse différents genres tels que la fantaisie, l’aventure et l’action.
La douleur pour la perte des parents, le mystère de l'identité, le désir de transformer les conditions de vie et l'enfermement, sont les plus pertinents. À partir de là, les parcelles secondaires sont tissées avec un traitement narratif simple, faisant référence au monde adulte en relation avec la romance.
Chiquititas a traversé 8 années (8 saisons) au cours desquelles 3 histoires se sont développées, avec des différents distributions.

## Saisons

### Première histoire

#### Première saison: Chiquititas '95
Le foyer orphelin compte au total dix filles : Mili, Georgina, Vero, Cinthia, Laura, Maru, Michelle, Romina. Plus tard, Jimena et Carolina ont été intégrées. Le personnel est composé d'Emilia, la directrice ; Ernestina, la gardienne ; Saverio, le chef ; et la bonne et professeur de danse, Clarita. Tous sous le commandement des frères, Carmen et Ramiro Morán. En raison d'un malentendu, Emilia démissionne et qui est nommée directrice c'est la petite amie de Ramiro, la modèle Gynette Monier. C'est une femme plein de ressentiment et sans scrupules qui ne cherche qu'à garder la maison qui était son enfance et que, soi-disant, Ramiro aurait arrachée à son père. De son côté, Belén Fraga travaille dans l’usine de pâtes Morán et, au fil du temps, commence un amour interdit avec son chef, Martín Morán, fils de Ramiro. Il a également la tutelle de la petite Sol que Ramiro Morán veut voler. Belén est la filleule de Saverio et, grâce à lui, fait la connaissance des filles du foyer avec lesquelles elle forme un lien maternel et amoureux.

#### Deuxième saison: Chiquititas '96
La maison se mélange en incorporant cinq garçons : Corcho (Diego Mesaglio), Roña (Santiago Stieben), Mosca (Ezequiel Castaño), Guillermo (Guillermo Santa Cruz) et Santiago (Mauricio García) ; et les filles : Tamara (Giuliana Darioli), Flor (Manuela Pal), Pilar (Brenda Díaz), Carolina (Bárbara Estrabou) et Nadia (Nadia Di Cello). De plus, Andy (Simón Pestana), professeur de gymnastique pour garçons, et Tommy (Michel Brown), professeur de musique, rejoignent la maison. Carmen (Hilda Bernard) est toujours responsable de la maison, avec ses maux, avec l'aide de Matilde (Susana Ortiz). Belén se sépare de Martín et entre dans la maison en tant que nouveau directeur. Facundo Brausen (Fernán Mirás), le pédiatrie de la maison, sera le nouvel amour de Belén (Romina Yan).

#### Troisième saison: Chiquititas '97
Les enfants (Mili, Georgina, Mosca, Guille, Carolina, Jime, Corcho, Roña, Sol et Nadia) ainsi que Belén, Facundo, Saverio et Piojo doivent quitter leur domicile et trouver une nouvelle maison. Au lieu de cela, ils trouvent un lieu magique avec leur propre vie où ils retrouvent le nouveau Rincón de Luz (« Coin de lumière » en espagnol). De nouveaux garçons, Patricia (Camila Bordonaba), Nicolás (Nicolas Goldschmidt) et Mora (Polyana López) arrivent à la nouvelle maison. Aussi les voisins Delfina (Valeria Díaz), Barbarita (Celeste Cid), Barracuda (Diego García), Matías (Alfonso Burgos), Rana (Luciano Sposo), Coco (Carlos Pedevilla), Marcos (Alan Pañale), Quela (Macarena Comas), Lila (Carolina Valverde) et Paul (Paul Jeannot). Elena Kruegger (Susana Lanteri) - surnommée "La Momie" par Roña et Corcho - est la nouvelle gouvernante malfaisante qui cache sa petite-fille Lucia (Sofia Recondo) au grenier. Apparaît Alejo Méndez Ayala (Facundo Arana), le père biologique de Sol, qui veut s'emparer de Belén. Il fait semblant d'être comme le frère jumeau d'Alejo, Manuel (Arana lui-même). Belen et Facundo mettent fin à leur relation en partant vivre aux États-Unis avec son fils et son ex-femme. Carmen se retrouve en prison après que Milagros et Gabriela se sont découvertes mère et fille.

#### Quatrième saison: Chiquititas '98
La maison est agrandie et d'autres enfants entrent : Luna (Aldana Jussich), Yago (Benjamín Rojas), Nacho (Sebastián Francini), Martina (María Fernanda Neil), Patricio (Patricio Schiavone), Catalina (Catalina Artusi), Micaela (Nadine Dwek) et Barbarita (Celeste Cid). Elena (Susana Lanteri) rentre chez elle en tant que veuve du propriétaire de la maison et tente de se venger de Belén et des orphelins. Belén et Alejo tombent amoureux au-delà des mensonges et des conflits du passé, se marient et adoptent les enfants, quittant leur foyer. Beaucoup de garçons retrouvent leurs familles biologiques, telles que Georgina, Nico et Luna.

### Deuxième histoire

#### Cinquième saison: Chiquititas '99
Juan Maza (Darío Grandinetti) est un homme d'affaires veuf et père de sept enfants âgés de huit à dix-sept ans qu'il éduque de manière rigide et froide. Sa fréquentation avec Pía (Millie Stegman), une société cruelle qui ne s'intéresse qu'à l'argent de son petit ami, ne fait qu'aggraver le traitement réservé aux garçons. Candela (Marcela Kloosterboer), âgée de 16 ans, est la nièce de Juan et la première personne à avoir rendu la joie de vivre au Maza.
Ana Pizarro (Grecia Colmenares), est une femme enjouée qui s’occupe des orphelins de la grange, fondée par Joaquín Maza (Ricardo Lavié). Ana et Juan tombent amoureux, mais meurent au premier chapitre de Chiquititas 2000 parce qu’il prend le rôle principal (Romina Gaetani).

#### Sixième saison: Chiquititas 2000
Les garçons (Candela, Mariano, Inés, Javier, Camila, Bautista, Felipe, Luisana, Titan, Juanita, Federico, Sebastián, Maria, Agustín et Tali) ont été laissés sans rien. Ils ont seulement le Livre de la Vie magique (créé par Belén autrefois), qui est gardé jalousement par Maria. Les garçons arrivent à l'ancienne maison Rincón de Luz où vivait Belén, abandonnée depuis le départ. Cependant, les garçons transforment cet espace en leur nouveau domicile par Luz, une belle jeune femme qui s’occupe des garçons.
Rafael Sander/Andrés Ferala (Iván Espeche), propriétaire de la maison, se cache caché dans le loft de la maison, qui se cache après le décès de sa femme et de sa fille (en raison de sa disparition, on ne sait pas encore de quoi il s'agit). A côté de sa main droite, Enzo (Pablo Lizaso) s’occupe des garçons de Paula (Patricia Sosa), l’ancienne belle-sœur peu scrupuleuse, qui essaie de la garder à la maison et à préserver sa fortune. Luz et Rafael tombent amoureux.

#### Septième saison: Chiquititas 2001
Luz et Rafael quittent la maison pour aller chercher son fils. Ils laissent les garçons responsables d’Enzo, mais un nouveau directeur arrive à Rincón de Luz pour rendre la vie impossible aux garçons. La seule chose qu'elle a faite a été d'avoir les garçons esclaves, incapables de rêver (fermer la fameuse fenêtre des rêves), mais quelque chose d'étrange est arrivé, toujours au moment le plus difficile un miracle est apparu qui les a sauvés, c'est ainsi que Mili (Agustina Cherri) apparaît après la mort de sa mère et arrive à la maison pour retrouver son enfance.
Elle ne pourrait jamais oublier Jime, Georgi, Sol, Pato, Mosca, Guille et tous ses amis à Rincón de Luz, mais surtout elle ne pourrait jamais oublier Belén qu'elle porte dans son cœur et dans son esprit, avec tout ce qu'il lui a appris à vivre. Voyant comment ces garçons perdaient peu à peu l'envie de rêver, ils ont décidé de les aider, mais ne l'ont pas fait tout seul, sinon avec Ramiro, le propriétaire du bar du quartier.
Après beaucoup de problèmes et sans avoir baissé les bras avant la première chute, Mili et les garçons atteignent leur objectif : faire en sorte que la maison soit la même qu’auparavant. Malheureusement, la vieille harpie de la directrice veut mettre fin à la maison à tout prix, en y mettant un explosif. Pour plus de chance en sa faveur, elle réussit. Les visages des garçons à cette époque sont difficiles à oublier, encore une fois, ils ont le sentiment d'avoir tout perdu, mais on savait tous que dans le coin de la lumière, tout est possible, c'est ainsi que Belén apparaît avec les garçons - déjà adolescents - de la première saison en leur disant que « tant qu’il n’y aura qu’un garçon au monde avec un rêve à réaliser, la lumière dans nos cœurs continuera à briller, le Coin de la Lumière existera » avec Nadia, livrant le "Livre de la Vie" à un groupe de garçons qui a joué près de là avec l’espoir qu’un jour l’histoire reprendra telle qu’elle était à ses débuts.

### Troisième histoire

#### Huitième saison: "Chiquititas Sin Fin"
L'histoire parle de Magalí Garcés, une femme qui dirige une entreprise de pommes - Alto Valle - qui a été fondée par Víctor Garcés, le père de Magalí. Il y a 7 ans, Magalí a eu un fils dans le sud du pays et son père a saisi le bébé et l'a remis à un orphelinat. Cependant, il a dit à Magalí que le bébé était mort. Magalí découvre que son bébé vit lorsque Rosalía Pérez, la femme qui a pris soin de elle pendant sa grossesse, lui a révélé toute la vérité par un coup de téléphone. Malheureusement, l'appel a été coupé sans que Magalí puisse obtenir des informations sur le sexe et l'emplacement du bébé. Depuis lors, les relations entre elle et son père ne sont plus très bonnes, même s'il pense toujours que sa fille croit que le bébé est décédé.
Magalí est maintenant à la recherche de son fils / fille, il se rend donc dans différents orphelinats où il peut se trouver. Un jour, elle fait don de son entreprise à la maison Modelo Demont, une maison pour orphelins où les enfants sont exploités et maltraités par Teresita, la maîtresse de maison, une agricultrice qui les traite comme des animaux de la ferme. La maison est gérée par Pierre et Julia Demont, un mariage étranger qui ne s'intéresse qu'aux avantages économiques qu'ils reçoivent pour la maison (qu'ils utilisent pour eux-mêmes). Lorsque ce don est fait, Luna, l'une des filles du ménage, qui a le même âge que le fils de Magalí, le prend dans ses bras, ce qui donne à Magalí le sentiment qu'il devrait chercher son fils dans cette maison. Pour cette raison, Magalí se déguise en une autre personne: "Lilí", un personnage qui porte des tenues drôles, des coiffures folles, et qui est très drôle. Magalí incarne Lilí et dit que les deux sont des cousins, pour entrer dans la maison sans éveiller les soupçons.
Magalí / Lilí vivra différentes aventures à la maison, gardant sa double identité secrète, recherchant sa fille et traitant avec les enfants de la maison. Elle tombe amoureuse du cuisinier à la maison, Lucas "Kili".

## Distribution

### Les adultes, de la 1ère à la 4ème saison

#### Les civils
- Romina Yan (es)* : Belén Fraga, filleule de Saverio et employée d'une usine au début ; elle serait la nouvelle directrice du foyer depuis la deuxième saison.
- Guido Kaczka* : Felipe Fraga, dit « Piojo » ("pou" en espagnol). Le frère de Belén, il aide sa sœur de s'occuper du foyer depuis la deuxième saison.
- Facundo Arana* : Alejo Méndez Ayala, le vrai père de sa fille Sol. Depuis la troisième saison, il s'infiltre au foyer comme son frère jumeau, Manuel, pour être près de Sol et prendre sa garde de Belén.
- Jorge Rivera López : Ramiro Morán, frère de Carmen, père de Martin et propriétaire de l'usine de pâtes dans la première saison.
- Gabriel Corrado (es) : Martín Morán, frère de Gaby, fils de Ramiro, copropriétaire de l'usine et premier petit ami de Belén dans la première saison.
- Viviana Puerta : Gabriela Morán, dite « Gaby ». Sœur de Gaby, fille de Ramiro et mère biologique de Mili jusqu'à son retraite dans la troisième saison.

#### Personnel du «Coin de Lumière»
- Alberto Fernández de Rosa* : Saverio Fernández, le cuisiner asturien du foyer et parrain de Belén.
- Fernán Mirás (es) : Facundo Brausen, pédiatre et petit ami de Belén jusqu'à la troisième saison.
- Lucrecia Capello (es) : Emilia, la directrice du foyer jusqu'à son retraite dans la première saison.
- Gladys Florimonte (es) : Ernestina Correa, gardienne du foyer dans la première saison.
- Trinidad Alcorta : Clara, dite « Clarita ». La femme de chambre et professeur de danse dans la première saison.
- Natalia Lobo (es) : Gynette Monier, petite amie de Ramiro et temporaire directrice du foyer dans la première saison.
- Hilda Bernard : Carmen Morán, sœur de Ramiro et directrice malveillante du foyer jusqu'à la troisième saison.
- Susana Ortiz (es) : Matilde Carrasco, la gardienne stricte du foyer (remplacement d'Ernestina) jusqu'à son retraite dans la deuxième saison.
- Claudio da Passano (es)* : Raúl, le technicien et concierge du foyer depuis la troisième saison.
- Susana Lanteri (es)* : Elena Kruegger, la nouvelle gardienne du foyer et grand-mère abusive de Lucía.
- Mónica Villa (es)* : Martirio Torres, la malade directrice temporaire du foyer.

*Les comédiens suivants resteraient jusqu'au changement d'histoire dans la cinquième saison.

### Les enfants, de la 1ère à la 4ème saison

#### Enfants du «Coin de Lumière»
- Agustina Cherri* : Milagros Urién, dite « Mili »
- Solange Verina : Verónica Cisneros
- Marianela Pedano : Marianela Cisneros
- Jimena Píccolo** : Jimena Gómez, dite « Jime »
- Cinthia Manchado : Cinthia Álvarez ; plus tard, Cinthia Clementi
- María Laura Vicos : Laura, dite « La Colo »
- Diego Mesaglio** : Guadalberto Tapón, dit « Corcho » ; "liège" en espagnol
- Santiago Stieben* : Luis González, dit « Roña » ; "saleté" en espagnol
- Ezequiel Castaño** : Cristian Gómez, dit « Mosca » ; "mouche" en espagnol
- Guillermo Santa Cruz* : Guillermo Estevez, dit « Guille »
- Manuela Pal : Flor
- Giuliana Darioli : Tamara
- Brenda Díaz : Pilar
- Daniel Martins : Javier
- Bárbara Estrabou : Carolina
- Camila Bordonaba* : Patricia, dite « Pato »
- Nadia Di Cello* : Nadia Cáceres
- Daniella Mastricchio** : Sol Rivera ; plus tard, Sol Méndez Ayala
- Georgina Mollo** : Georgina
- Celeste Cid : Bárbara Ramírez, dite « Barbie »
- Nicolás Goldschmidt** : Nicolás, dit « Nico »
- Paul Jeannot : Paul
- Polyana López : Mora
- Sofía Recondo** : Lucía Kruegger
- Benjamín Rojas* : Yago Finozzi
- Fernanda Neil* : Martina Cuenca
- Sebastián Francini* : Ignacio, dit « Nacho »
- Nadine Dwek : Micaela, dit « Mica »
- Patricio Schiavone : Patricio Basualdo
- Catalina Artusi : Catalina, dite « Cata »

#### Les «Nabizos»
- Diego García : Martín Acosta, dit « Barracuda »
- Alfonso Burgos : Matías
- Luciano Sposo : Rana - "grenouille" en espagnol (3ème saison)
- Carlos Pedevilla : Coco (3ème saison)

#### Voisins du foyer
- Valeria Díaz : Delfina Araoz
- Macarena Comas : Quela

*Les comédiens suivants passeraient à la cinquième saison avec le changement d'histoire jusqu'à la septième saison.
**Les comédiens suivants auraient une apparition finale dans la dernière emission spéciale du programme.

### Les adultes, de la 5ème à la 7ème saison

#### La famille Maza
- Ricardo Lavié : Joaquín Maza, père de Juan, et propriétaire de la Grange Magique.
- Darío Grandinetti : Juan Maza, homme d'affaires, petit ami de Pía et père de sept enfants.

## Autres versions
- Chiquititas (SBT, 1997-2001)
- Chiquititas (SIC, 2007-2008)
- Chiquititas (SBT, 2013)